# Бурзян-Тангауровский кантон
Бурзян-Тангауровский кантон (баш. Бөрйән-Түңгәүер кантоны) — административно-территориальная единица изначально в составе Башкурдистана, а затем в составе Башкирской Автономной Советской Социалистической Республики. Была образована 15—18 декабря 1917 года, как кантон в составе Башкурдистана после принятия «Временных, до окончательного применения к жизни основных законов, меры по осуществлению автономной управления Башкурдистана», затем — 20 марта 1919 года после подписания «Соглашения центральной Советской власти с Башкирским Правительством о Советской Автономной Башкирии». Административный центр — с. Темясово. 5 октября 1922 года кантон был упразднён, а его территория вошла в состав Зилаирского кантона.

## Географическое положение
Бурзян-Тангауровский кантон на севере граничил с Тамьян-Катайским кантоном, на востоке — Оренбургской губернией, на юге — Усерганским кантоном, а на западе — Кипчакским и Юрматынским кантонами.

## История

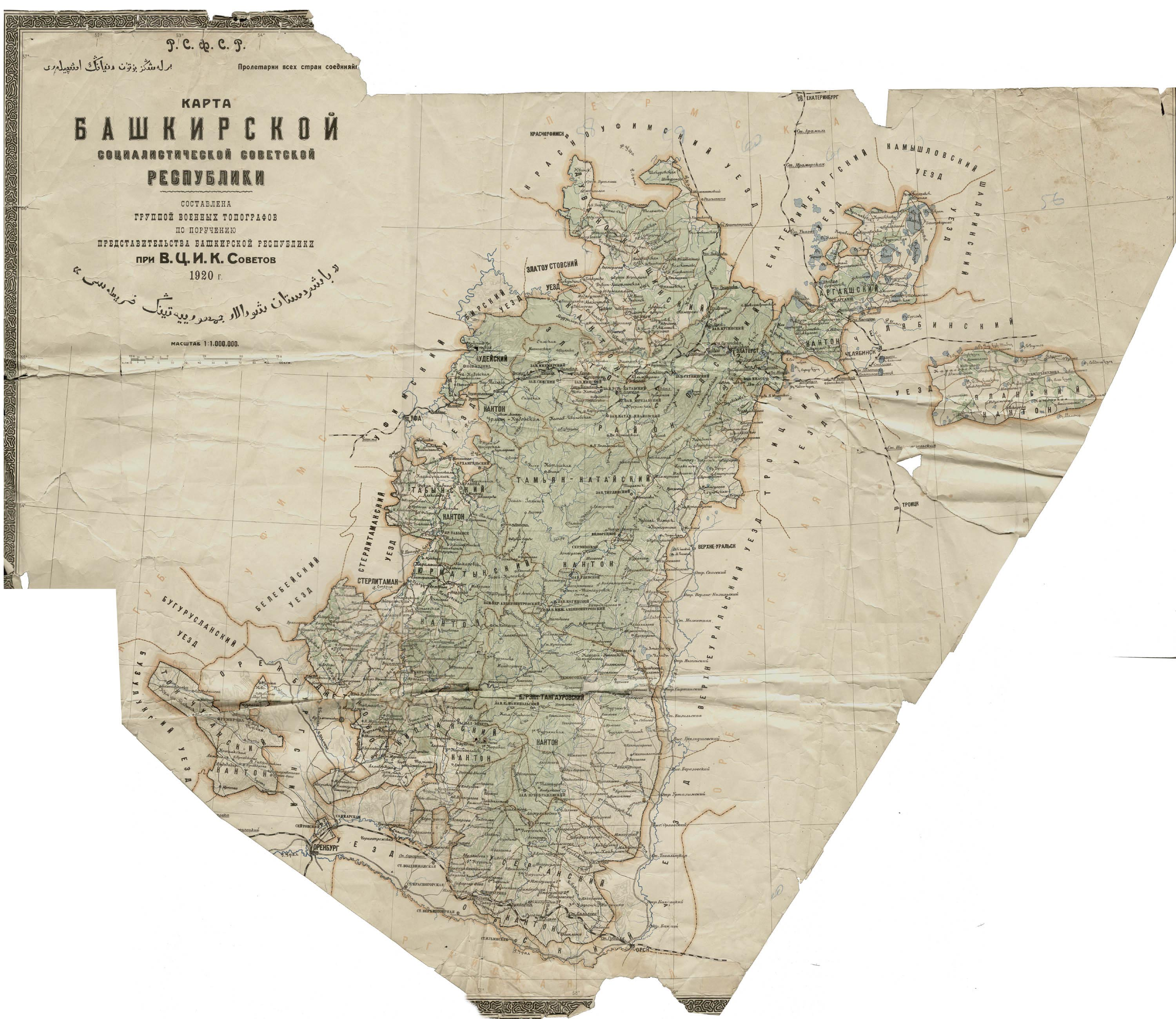
Карта Башкирской АССР в 1920 году

В декабре 1917 года III Всебашкирский Учредительный курултай принял положение «Об автономном управлении Башкурдистана», согласно которой автономия создавалась в границах Малой Башкирии, а на её территории вместо уездов создавалось 9 кантонов — Бурзян-Тангауровский, Джитировский, Барын-Табынский, Ичкин-Катайский, Кипчакский, Куваканский, Тамьян-Катайский, Ток-Чуранский, Усерганский, которые делились на 75 волостей. Бурзян-Тангуровский кантон в свою очередь состоял из следующих волостей: 1) 1-я Тангауровская, 2) 2-я Тангауровская, 3) 1-я Бурзянская, 4) 2-я Бурзянская, 5) 3-я Бурзянская, 6) 4-я Бурзянская, 7) 5-я Бурзянская, 8) Кананикольская, 9) Карагай-Кипчакская, 10) Преображенская.
Во время оккупации территории республики белыми, автономия состояла из 13 кантонов: Аргаяшский, Бурзян-Тангауровский, Джитировский, Дуванский, Кипчакский, Кудейский, Табынский, Кущинский, Тамьян-Катайский, Ток-Чуранский, Усерганский, Юрматынский и Яланский. Бурзян-Тангуровский кантон в свою очередь состоял из следующих волостей: 1) 1-я Бурзянская, 2) 2-я Бурзянская, 3) 3-я Бурзянская, 4) Бурзян-Таналыковская, 5) 4-я Бурзянская, 6) Карагай-Кипчакская, 7) Байназаровская, 8) 1-я Тангауровская, 9) 2-я Тангауровская. Административным центром стало село Баймак.
По «Соглашению центральной Советской власти с Башкирским правительством о Советской Автономной Башкирии» от 20 марта 1919 года была создана Башкирская АССР, а её территория состояла из 13 кантонов, в числе которых был и Бурзян-Тангауровский кантон, в составе волостей Орского уезда Оренбургской губернии: 1) 1-я Бурзянская, 2) 2-я Бурзянская, 3) 3-я Бурзянская, 4) Бурзян-Таналыковская, 5) Карагай-Кипчакская, 6) Байназаровская, 7) 1-я Тангауровская, 8) 2-я Тангауровская, 9) Воскресенская, 10) Свободная, 11) Кананикольская, 12) Преображенская, а административным центром стало село Темясово.
В 1920—1921 года на территории кантона развернулось Бурзян-Тангауровское восстание.
5 октября 1922 года Бурзян-Тангауровский кантон был упразднён, а его территория вошла в состав Зилаирского кантона.

## Хозяйство
В Бурзян-Тангауровском кантоне работали мыловаренные и кожевенные заводы, Тубинская бегунная фабрика.
Функционировали на 1922 год 110 школ 1-й и 2-й ступени, 4 больницы. В 1921 году зафиксированы 6 библиотек.